# Roseville (Minnesota)
Roseville város az USA Minnesota államában, Ramsey megyében. Lakosainak száma 36 254 fő (2020. április 1.).

## Népesség
A település népességének változása:

| 2010 | 33 660 |
| 2020 | 36 254 |